# Temporada 1966-67 de los St. Louis Hawks
La temporada 1966-67 fue la decimoctava de los St. Louis Hawks en la NBA. La temporada regular acabó con 39 victorias y 42 derrotas, ocupando el segundo puesto de la División Oeste, logrando clasificarse para los playoffs, cayendo en las finales de división ante San Francisco Warriors.

## Elecciones en elDraft
| Ronda | Puesto | Jugador       | Posición      | Nacionalidad   | Universidad    |
| ----- | ------ | ------------- | ------------- | -------------- | -------------- |
| 1     | 4      | Lou Hudson    | Escolta/Alero | Estados Unidos | Minnesota      |
| 2     | 14     | Dick Snyder   | Escolta       | Estados Unidos | Davidson       |
| 3     | 24     | Tommy Kron    | Escolta       | Estados Unidos | Kentucky       |
| 4     | 34     | Bob McIntyre  | Alero         | Estados Unidos | St. John's     |
| 5     | 44     | Dick Nemelka  | Escolta       | Estados Unidos | BYU            |
| 6     | 54     | Lonnie Wright | Escolta/Alero | Estados Unidos | Colorado State |
| 15    | 106    | Paul Long     | Escolta       | Estados Unidos | Wake Forest    |

## Temporada regular
| División Oeste           | División Oeste | División Oeste | División Oeste | División Oeste | División Oeste | División Oeste | División Oeste | División Oeste |
| Equipo                   | G              | P              | %              | PD             | Casa           | Fuera          | Neutral        | Div            |
| ------------------------ | -------------- | -------------- | -------------- | -------------- | -------------- | -------------- | -------------- | -------------- |
| x-San Francisco Warriors | 44             | 37             | .543           | –              | 18–10          | 11–19          | 15–8           | 24–12          |
| x-St. Louis Hawks        | 39             | 42             | .481           | 5              | 18–11          | 12–21          | 9–10           | 21–15          |
| x-Los Angeles Lakers     | 36             | 45             | .444           | 8              | 21–18          | 12–20          | 3–7            | 14–22          |
| x-Chicago Bulls          | 33             | 48             | .407           | 11             | 17–19          | 9–17           | 7–12           | 17–19          |
| Detroit Pistons          | 30             | 51             | .370           | 14             | 12–18          | 9–19           | 9–14           | 14–22          |

## Playoffs

### Semifinales de División
St. Louis Hawks vs. Chicago Bulls 
| Fecha       | Partido                                | Ciudad    |
| ----------- | -------------------------------------- | --------- |
| 21 de marzo | St. Louis Hawks 114, Chicago Bulls 100 | St. Louis |
| 23 de marzo | Chicago Bulls 107, St. Louis Hawks 113 | Chicago   |
| 25 de marzo | St. Louis Hawks 119, Chicago Bulls 106 | St. Louis |
|             | St. Louis Hawks gana las series 3-0    |           |

### Finales de División
San Francisco Warriors vs St. Louis Hawks
| Fecha       | Partido                                         | Ciudad        |
| ----------- | ----------------------------------------------- | ------------- |
| 30 de marzo | San Francisco Warriors 117, St. Louis Hawks 115 | San Francisco |
| 1 de abril  | San Francisco Warriors 143, St. Louis Hawks 136 | San Francisco |
| 5 de abril  | St. Louis Hawks 115, San Francisco Warriors 109 | St. Louis     |
| 8 de abril  | St. Louis Hawks 109, San Francisco Warriors 104 | St. Louis     |
| 10 de abril | San Francisco Warriors 123, St. Louis Hawks 102 | Los Ángeles   |
| 12 de abril | St. Louis Hawks 107, San Francisco Warriors 112 | St. Louis     |
|             | San Francisco Warriors gana las series 4-2      |               |

## Estadísticas
| Rk | Jugador        | Edad | P  | PT | MP   | TC  | TCI  | %TC  | TL  | TLI | %TL  | RB   | AS  | FP  | PTS  |
| 1  | Bill Bridges   | 27   | 79 |    | 39.6 | 6.4 | 14.0 | .455 | 4.6 | 6.6 | .702 | 15.1 | 2.8 | 4.1 | 17.4 |
| 2  | Lenny Wilkens  | 29   | 78 |    | 38.1 | 5.7 | 13.3 | .432 | 5.9 | 7.5 | .787 | 5.3  | 5.7 | 3.6 | 17.4 |
| 3  | Zelmo Beaty    | 27   | 48 |    | 34.6 | 6.8 | 14.5 | .473 | 4.1 | 5.4 | .758 | 10.7 | 1.3 | 3.9 | 17.8 |
| 4  | Lou Hudson     | 22   | 80 |    | 30.6 | 7.8 | 16.6 | .467 | 2.9 | 4.1 | .706 | 5.4  | 1.2 | 3.5 | 18.4 |
| 5  | Richie Guerin  | 34   | 80 |    | 28.4 | 4.9 | 11.3 | .436 | 3.8 | 5.2 | .731 | 2.4  | 4.3 | 3.1 | 13.7 |
| 6  | Joe Caldwell   | 25   | 81 |    | 27.9 | 5.7 | 13.3 | .426 | 2.5 | 3.8 | .649 | 5.5  | 2.0 | 2.8 | 13.8 |
| 7  | Paul Silas     | 23   | 77 |    | 20.4 | 2.7 | 6.3  | .429 | 1.5 | 2.8 | .531 | 8.7  | 1.0 | 2.7 | 6.8  |
| 8  | Rod Thorn      | 25   | 67 |    | 17.4 | 3.5 | 7.8  | .445 | 1.9 | 2.6 | .727 | 2.4  | 1.8 | 1.3 | 8.8  |
| 9  | Gene Tormohlen | 29   | 63 |    | 16.4 | 2.7 | 6.4  | .427 | 0.8 | 1.3 | .595 | 5.5  | 1.2 | 2.8 | 6.3  |
| 10 | Dick Snyder    | 22   | 55 |    | 12.3 | 2.6 | 6.1  | .432 | 0.8 | 1.1 | .754 | 1.7  | 1.1 | 1.5 | 6.1  |
| 11 | Tom Hoover     | 26   | 17 |    | 7.6  | 0.8 | 1.8  | .419 | 0.3 | 0.8 | .385 | 2.1  | 0.5 | 2.1 | 1.8  |
| 12 | Tommy Kron     | 23   | 32 |    | 6.9  | 0.8 | 2.7  | .310 | 0.4 | 0.6 | .684 | 1.1  | 1.4 | 1.1 | 2.1  |

## Galardones y récords
| Jugador       | Galardón                            |
| Lou Hudson    | Mejor quinteto de rookies de la NBA |
| Bill Bridges  | All-Star                            |
| Lenny Wilkens | All-Star                            |